# آیانو شیبوکی
آیانو شیبوکی (انگلیسی: Ayano Shibuki؛ زادهٔ ۲۹ مارس ۱۹۴۱) بازیکن والیبال اهل ژاپن است.